# David Koch
David Hamilton Koch (Wichita, Kansas; 3 de mayo de 1940-Southampton, Nueva York; 23 de agosto de 2019) fue un empresario y copropietario estadounidense, junto con su hermano Charles Koch (1935), de la empresa Koch Industries, un conglomerado de empresas estadounidenses con numerosas filiales dedicadas a la fabricación, comercio e inversiones, que se estima que dan como ingresos anuales unos 100.000 millones de dólares. Él y su hermano Charles compraron la parte de sus otros dos hermanos. Es según Forbes la segunda empresa privada más grande del país después de Cargill.
Según la revista Forbes (2017) compartió junto a su hermano Charles Koch el octavo puesto de las personas más ricas del mundo, con una riqueza de $48.500 millones de dólares cada uno.

## Historia
David fue uno de los cuatro hijos de Mary y Fred Chase Koch. Su abuelo, Harry Koch fue un inmigrante holandés que se asentó en Quanah, una pequeña ciudad en el oeste de Texas, donde publicaría el periódico local Quanah Tribune Chief. Su padre creó un nuevo método para refinar y obtener gasolina y llegó a construir 15 refinerías para Stalin y después fundó la Rock Island Oil & Refining. David, se graduó en 1959 en la Deerfield Academy y luego se tituló en el Instituto Tecnológico de Massachusetts como ingeniero químico. Al igual que su hermano, fue miembro de la fraternidad Beta Theta Pi. Fue el vicepresidente ejecutivo de la empresa Koch industries y junto con su hermano Charles consiguió extender su particular imperio del petróleo por Texas, Alaska y Minnesota, además de ampliar el negocio con la industria química, papeleras, minerales, polímeros, fertilizantes y servicios financieros. Llegó a presentarse como candidato a vicepresidente por el Partido Libertario para competir con Ronald Reagan, al que veía, desde sus posiciones ultraconservadoras, como a un enemigo. Entre sus propuestas estaban la supresión del FBI y de la CIA, la eliminación de la Seguridad Social y del salario mínimo, la desregulación total y una drástica reducción de impuestos. Después, pasó a convertirse en republicano tras ver como Ronald Reagan se apropiaba de sus ideas. En 2008 donó 100 millones de dólares para modernizar el New York State Theatre en el Lincoln Center, que ahora lleva su nombre. También ha dado 20 millones de dólares al Museo Americano de Historia Natural, cuya ala de dinosaurios asimismo lleva su nombre.

## Controversias
- Según la revista The New Yorker los hermanos Koch han donado al menos 196 millones de dólares a causas ultraconservadoras, y se les acusa de intentar influir en la política norteamericana.
- También se les ha acusado de liderar una especie de lucha contra el presidente Barack Obama, apoyando revueltas como la Tea Party a través de la fundación creada por David Koch Americans for prosperity. Además, con otra de sus ramificaciones, la United Patients Now, se manifestaron contra la reforma sanitaria y boicotear la Ley de clima, llegando a financiar el escepticismo contra el cambio climático.
- También, llegaron a donar un millón de dólares contra la nueva ley del clima de California.
- Su empresa en 2010 fue según Political Economic Research Institute la décima compañía más contaminante de EE. UU.
- Durante el primer aniversario de la presidencia de Barack Obama se acercó a Washington D. C. y se puso al frente de la revolución contra el presidente diciendo: "Cuando creamos 'Americans for prosperity' teníamos en mente un movimiento de masas, estado a estado, de cientos de miles de americanos de todas las extracciones, luchando por las libertades económicas que hicieron de esta nación la más próspera de la historia"